# Council Bluffs
Council Bluffs – miasto w Stanach Zjednoczonych, w stanie Iowa, siedziba hrabstwa Pottawattamie.

## Demografia
W 2000 liczyło 58 268 mieszkańców. W 2023 liczba mieszkańców wzrosła do 62 399 osób, a gęstość zaludnienia przekroczyła 607 osób/km².

## Gospodarka
W mieście rozwinął się przemysł spożywczy oraz elektromaszynowy.